# Edythe Chapman

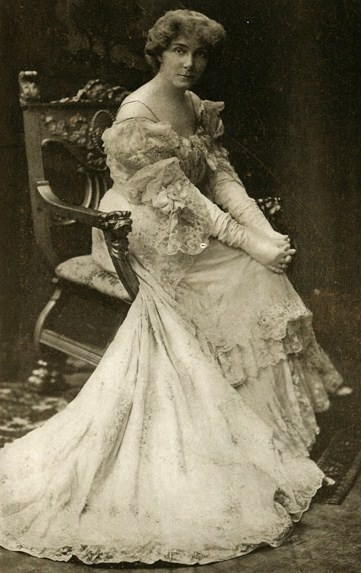
Edith Chapman, por Otto Sarony (hacia 1906)

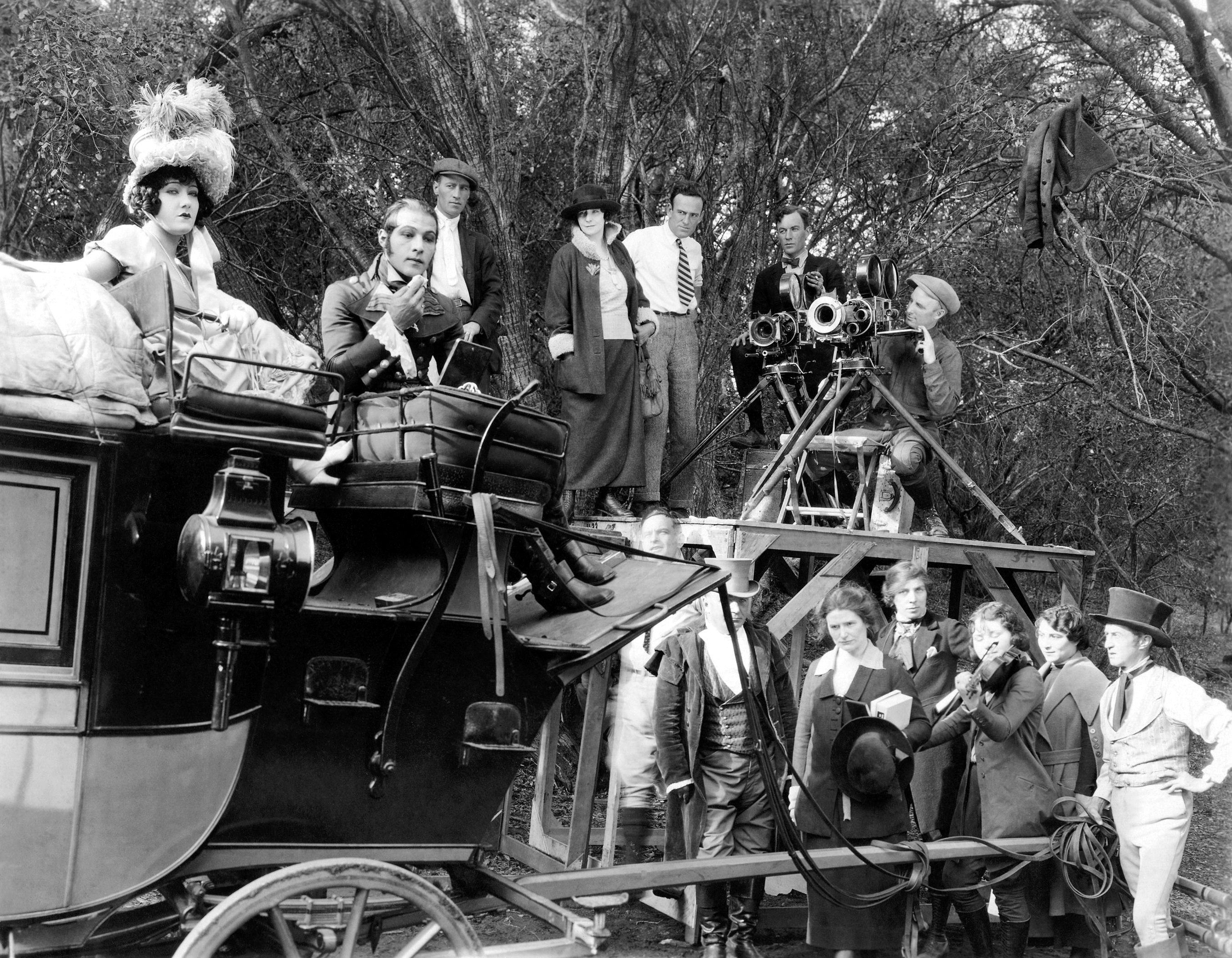
Beyond the Rocks (1922, foto del rodaje)
Arriba, de izq. a der. : Gloria Swanson, Rodolfo Valentino, desconocido, Edythe Chapman, Sam Wood, Alfred Gilks y Osmond Borradaile
Abajo : desconocidos, salvo Alec B. Francis (der.)

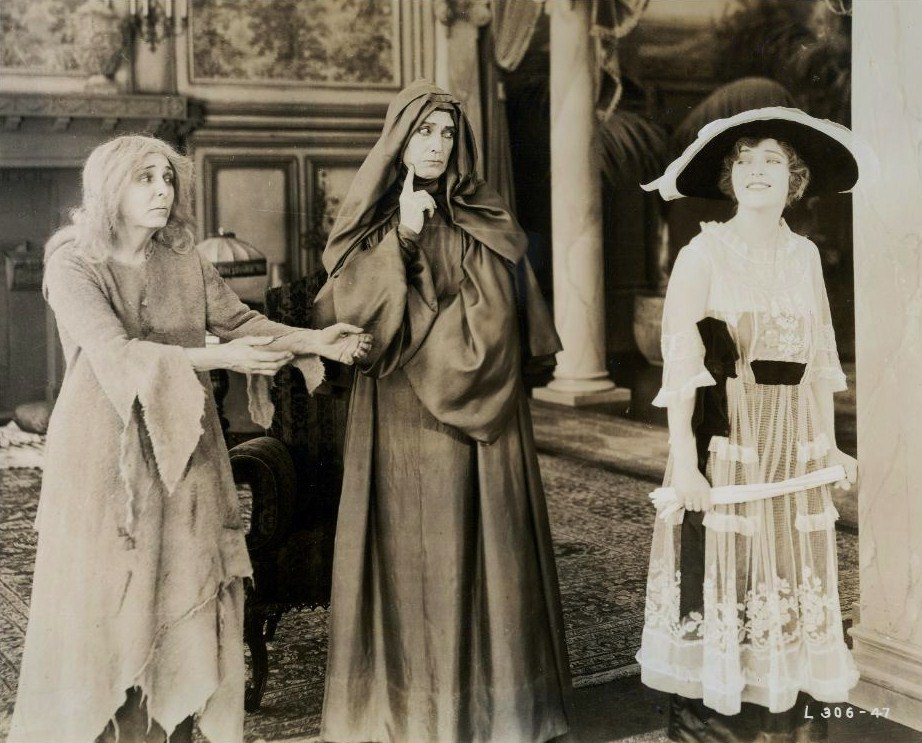
Everywoman (1919)
De izq. a der. : Edythe Chapman, Charles Ogle y Violet Heming

Edythe Chapman (8 de octubre de 1863 – 15 de octubre de 1948) fue una actriz teatral y cinematográfica de estadounidense, activa en la época del cine mudo.

## Biografía
Nacida en Rochester, Nueva York, Chapman inició su carrera teatral en 1898 actuando en la ciudad de Nueva York en la obra The Charity Ball. Además, actuó en el Shubert Theater, en Brooklyn, en una producción de The Light Eternal en 1907.
Chapman interpretó papeles maternos en numerosas producciones cinematográficas mudas, y en los años 1920 llegó a ser conocida como la Madre de Hollywood. Fue Ma Jones en Lightnin' (1925), film protagonizado por Will Rogers. Edythe fue alabada por su trabajo como la Abuela Janeway en Man Crazy (1927), película en la que actuaban Dorothy Mackaill y Jack Mulhall. 
Chapman llegó a Hollywood hacia el año 1909 con su marido, el actor, James Neill. Los dos se conocieron en Cincinnati cuando Chapman trabajaba en la compañía de repertorio de Neill. La pareja se casó en 1897, y pronto empezaron a actuar para Cecil B. DeMille y otros destacados directores y productores. Así, tuvieron papeles destacados en Los diez mandamientos (1923), Manslaughter (1922), y The Little American (1917), entre otras películas. La última cinta para la cual actuó Chapman fue Double Crossroads (1930).
Edythe Chapman falleció en 1948 en Glendale, California, tras una breve enfermedad, una semana después de cumplir los 85 años de edad. Fue enterrada en el Cementerio Bonaventure de Savannah, Georgia.

## Teatro (selección)
- 1906: The Light Eternal, de Martin V. Merle, con James Neill

## Selección de su filmografía
- 1914: Richelieu, de Allan Dwan
- 1915: The Golden Chance, de Cecil B. DeMille
- 1915: The Pretty Sister of Jose, de Allan Dwan
- 1916: The Plow Girl, de Robert Z. Leonard
- 1916: The Heir to the Hoorah, de William C. de Mille
- 1916: The Selfish Woman, de E. Mason Hopper
- 1916: Public Opinion, de Frank Reicher
- 1916: Oliver Twist, de James Young
- 1916: Anton the Terrible, de William C. deMille
- 1917: A Mormon Maid, de Robert Z. Leonard
- 1917: The Little Princess, de Marshall Neilan
- 1917: The Crystal Gazer, de George Melford
- 1917: The Countess Charming, de Donald Crisp
- 1917: The Little American, de Cecil B. DeMille y Joseph Levering
- 1917: A Modern Musketeer, de Allan Dwan
- 1917: Tom Sawyer, de William Desmond Taylor
- 1917: Ghost House, de William C. deMille
- 1918: Rose o' Paradise, de James Young
- 1918: The Only Road, de Frank Reicher
- 1918: Huck and Tom, de William Desmond Taylor
- 1918: Old Wives for New, de Cecil B. DeMille
- 1918: Unexpected Places, de E. Mason Hopper
- 1918: Say ! Young Fellow, de Joseph Henabery
- 1918: Bound in Morocco, de Allan Dwan
- 1918: Borrowed Clothes, de Lois Weber
- 1918: The Whispering Chorus, de Cecil B. DeMille
- 1919: Alias Mike Moran, de James Cruze
- 1919: An Innocent Adventuress, de Robert G. Vignola
- 1919: Peg o' My Heart, de William C. deMille
- 1919: The Knickerbocker Buckaroo, de Albert Parker
- 1919: Flame of the Desert, de Reginald Barker
- 1919: Everywoman, de George Melford
- 1920: The County Fair, de Edmund Mortimer y Maurice Tourneur
- 1920: Huckleberry Finn, de William Desmond Taylor
- 1920: Just Out of College, de Alfred E. Green
- 1921: A Tale of Two Worlds, de Frank Lloyd
- 1921: A Wife's Awakening, de Louis J. Gasnier
- 1921: Dangerous Curve Ahead, de E. Mason Hopper
- 1921: Voices of the City, de Wallace Worsley
- 1921: Alias Ladyfingers, de Bayard Veiller
- 1922: My American Wife, de Sam Wood
- 1922: Saturday Night, de Cecil B. DeMille
- 1922: Beyond the Rocks, de Sam Wood
- 1922: Manslaughter, de Cecil B. DeMille
- 1922: Youth to Youth, de Émile Chautard
- 1922: Her Husband's Trademark, de Sam Wood
- 1923: The Miracle Makers, de W. S. Van Dyke
- 1923: Hollywood, de James Cruze
- 1923: Los diez mandamientos, de Cecil B. DeMille
- 1923: Chastity, de Victor Schertzinger
- 1924: Daughters of Pleasure, de William Beaudine
- 1924: The Wise Virgin, de Lloyd Ingraham
- 1924: The Breaking Point, de Herbert Brenon
- 1924: The Shadow of the East, de George Archainbaud
- 1924: Broken Barriers, de Reginald Barker
- 1925: Lightnin’, de John Ford
- 1925: Learning to Love, de Sidney Franklin
- 1925: Lazybones, de Frank Borzage
- 1925: Soul Mates, de Jack Conway
- 1925: Havoc, de Rowland V. Lee
- 1925: In the Name of Love, de Howard Higgin
- 1926: Three Faces East, de Rupert Julian
- 1926: One Minute to Way, de Sam Wood
- 1926: The Boob, de William A. Wellman
- 1926: The Runaway, de William C. deMille
- 1927: The American Beauty, de Richard Wallace
- 1927: The Student Prince in Old Heidelberg, de Ernst Lubitsch y John M. Stahl
- 1927: Man Crazy, de John Francis Dillon
- 1927: El rey de reyes, de Cecil B. DeMille
- 1928: Happiness Ahead, de William A. Seiter
- 1928: The Shepherd of the Hills, de Albert S. Rogell
- 1928: The Little Yellow House, de James Leo Meehan
- 1928: Three Weekends, de Clarence G. Badger
- 1929: Synthetic Sin, de William A. Seiter
- 1929: Navy Blues, de Clarence Brown
- 1929: The Iddle Rich, de William C. deMille
- 1929: Twin Beds, de Alfred Santell
- 1930: Take the Heir, de Lloyd Ingraham
- 1930: Up the River, de John Ford
- 1930: Man Trouble, de Berthold Viertel
- 1930: Double Cross Roads, de George E. Middleton y Alfred L. Werker